# Sthenelais
Sthenelais är ett släkte av ringmaskar som beskrevs av Johan Gustaf Hjalmar Kinberg 1855. Sthenelais ingår i familjen Sigalionidae.

## Dottertaxa tillSthenelais, i alfabetisk ordning[1][2]
- Sthenelais anocula
- Sthenelais articulata
- Sthenelais atlantica
- Sthenelais berkeleyi
- Sthenelais blanchardi
- Sthenelais boa
- Sthenelais brachiata
- Sthenelais caerulea
- Sthenelais chathamensis
- Sthenelais colorata
- Sthenelais filamentosus
- Sthenelais fusca
- Sthenelais gracilior
- Sthenelais gracilis
- Sthenelais haddoni
- Sthenelais helenae
- Sthenelais jeffreysi
- Sthenelais jeffreysii
- Sthenelais koepckei
- Sthenelais kuekenthali
- Sthenelais leidyi
- Sthenelais limicola
- Sthenelais luxuriosa
- Sthenelais malayana
- Sthenelais marianae
- Sthenelais minor
- Sthenelais mitsuii
- Sthenelais muelleri
- Sthenelais nami
- Sthenelais neoleanirae
- Sthenelais orientalis
- Sthenelais pectinata
- Sthenelais pettiboneae
- Sthenelais ralumensis
- Sthenelais setosa
- Sthenelais taurangaensis
- Sthenelais tehuelcha
- Sthenelais tertiaglabra
- Sthenelais verruculosa
- Sthenelais zetlandica
- Sthenelais zeylanica
- Sthenelais zonata